# Claes & Flentje

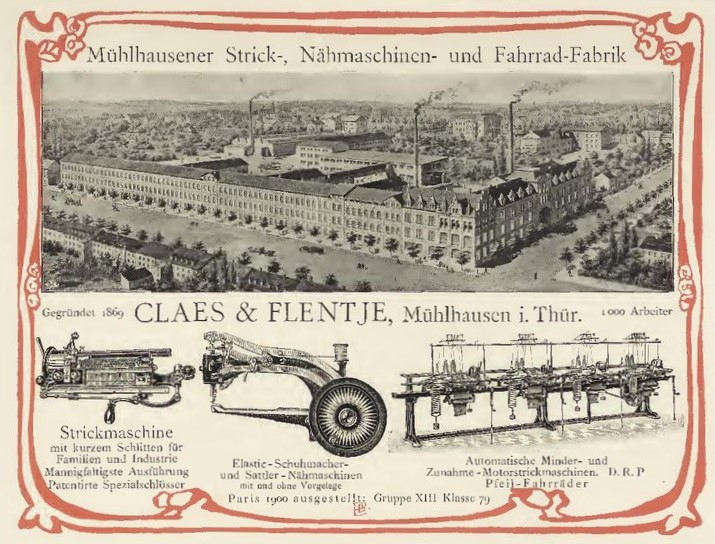
Anzeige auf der Pariser Weltausstellung 1900

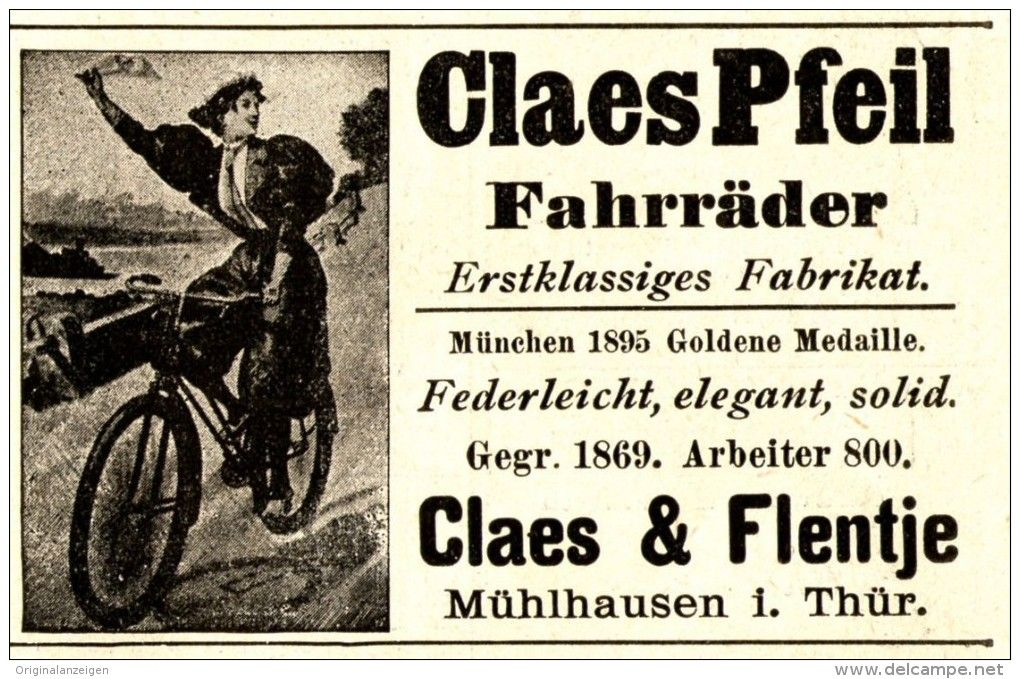
Die 1895 in München prämierten „Claes Pfeil Fahrräder“ waren laut Offerte auch für Damen mit Hosenrock geeignet;
Anzeige von 1898

Claes & Flentje war ein deutsches Feinmechanikunternehmen in Mühlhausen/Thüringen.

## Geschichte
1869 wurde Claes & Flentje von Franz Theodor Flentje und Ernst Bernhard Claes gegründet. Die beiden Gründer stellten Nähmaschinen nach dem System von Wheeler & Wilson her. Wenig später nahmen sie die Fertigung von Strickmaschinen auf. Seit 1889 wurden Fahrräder der Marke Pfeil produziert. Zu Beginn des 20. Jahrhunderts auch mit Hilfsmotor. Um 1900 hatte das Unternehmen mehr als 1000 Mitarbeiter.
Der Erste Weltkrieg und seine Auswirkungen hatte gravierende Folgen für das Unternehmen: 1926 musste die Produktion von Nähmaschinen, 1928 die Fertigung von Fahrrädern eingestellt werden. Im November 1932 gab das Unternehmen auf und meldete Konkurs an.
Im April 1933 erfolgte eine Neugründung unter dem Namen Claes & Co GmbH. Das Unternehmen stellte wieder Näh- und Strickmaschinen her. 1961 wurde die Produktion von Strickmaschinen eingestellt. 1972 wurde Claes & Flentje verstaatlicht und in VEB Spezialnähmaschinenwerk umbenannt. Es gehörte zum Kombinat Textima Karl-Marx-Stadt.
Die seit 1991 versuchte Reprivatisierung der Alteigentümer scheiterte 1994.
Am 20. Dezember 1994 wurde die Cl Maschinenbau GmbH gegründet. Aus der Konkursmasse der Claes GmbH wurden von 3 ehemaligen Mitarbeitern Maschinen, Lizenzen, Konzessionen und Schutzrechte sowie das Markenzeichen Claes gekauft. Der Firmensitz wurde 1996 verlegt. Unterlagen und Dokumente zur Geschichte von Claes & Flentje sind in der CL Maschinenbau GmbH vorhanden.